# Jehelec

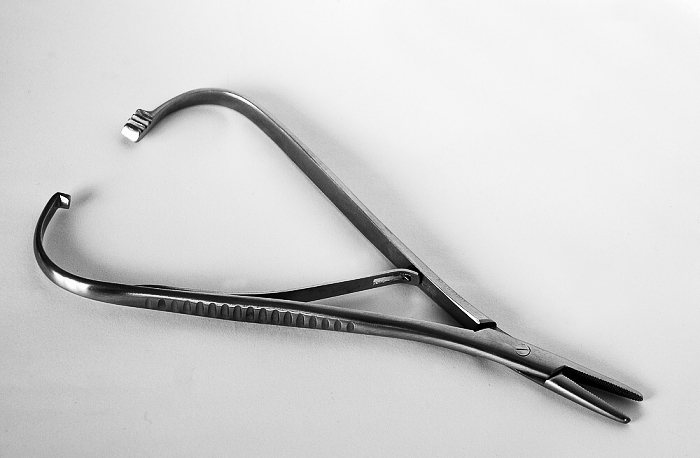
Jehelec (Mathieu)

Jehelec je pomocný chirurgický nástroj, sloužící ke snadnějšímu šití – jehelcem se zachycuje jehla s návlekem šicího materiálu. Jehelec má nejčastěji podobu klíštěk s nůžkovitými nebo klešťovými rukojeťmi a krátkými tupými čelistmi, opatřenými křížovým vroubkováním pro pevnější zachycení jehly. Tvarem bývá jehelec často zaměňován za peán, ale použití a určení obou nástrojů je diametrálně odlišné.
Jehelců je mnoho druhů. Například na šití v hloubce, šití kůže, šití měkké tkáně nebo na šití drobných ran. Tyto jehelce pak nápadně připomínají peány.

## Nejběžnější modifikace
- jehelec Mayo-Hegar má v čelistech vytvořen průsvit, odpovídající používané jehle
- jehelec Mathieu ma samorozevírající se rukojeti klešťového typu s fixací na jejich zadním konci
- jehelec Olsen-Hegar má čelisti kombinované s nůžkami (mezi plochou čelistí a kloubem), používá se pro zvýšení produktivity práce malých operačních týmů
- jehelec podle Langenbecka má vroubkované dlouhé rukojeti a krátké čelisti, umožňující velmi pevné uchopení jehly
- Bozemannův jehelec je prohnutý do tvaru písmene S pro šití v hlubších vrstvách tkáně